# Karl Morschheuser
Karl Morschheuser SVD (* 18. Januar 1904 in Münster; † 16. Dezember 1934 in Baglemenigle, Chimbu Province, Papua-Neuguinea) war ein deutscher römisch-katholischer Geistlicher, Steyler Missionar und Märtyrer.

## Leben
Karl Morschheuser besuchte ab 1918 das Gymnasium im Missionshaus St. Michael in Steyl und trat am 8. September 1925 in das Ordensnoviziat im Missionshaus St. Augustin bei Bonn ein. Dort legte er am 8. September 1927 seine Ersten Gelübde ab. Am 5. Mai 1932 wurde er im Missionshaus St. Gabriel bei Wien zum Priester geweiht. Noch im gleichen Jahr ging er in die Ozeanien-Mission an der Nordostküste von Papua-Neuguinea. Seine Missionsstation befand sich im Apostolischen Vikariat von Bischof Franziskus Wolf, der in Alexishafen residierte. Ab August 1934 stellte er sich für die Hochlandmission im Simbu-Hochland unter Leitung von Pater Alfons Schäfer (1904–1958) zur Verfügung. Als er im Dezember 1934 zusammen mit Pater Cornelius van Baar (1905–1985) in die Mission Denglagu zu Schäfer reiste, um Weihnachten mit ihm zu verbringen, wurde er kurz vor dem Ziel von Eingeborenen durch Pfeilschüsse getötet. Er wurde am Fuß des Mount Wilhelm begraben. Seine Briefe wurden 1938 von Fritz Bornemann herausgegeben.

## Gedenken
Die Römisch-katholische Kirche in Deutschland hat Pater Karl Morschheuser als Märtyrer in das deutsche Martyrologium des 20. Jahrhunderts aufgenommen.